# سیارک ۳۰۸۴۰
سیارک ۳۰۸۴۰ (به انگلیسی: 30840 Jackalice، نامگذاری:1991GC2) سی هزار و هشتصد و چهلمین سیارک کشف شده‌است که در ۱۵ آوریل ۱۹۹۱ کشف شد.